# Quadrangle de Victoria
Le quadrangle de Victoria ou quadrangle H-2 est un des quinze quadrangles cartographiant Mercure. Situé dans l'hémisphère nord de Mercure, il est centré sur environ 45ºW / 45ºN.

## Appellation
Avant les survols des télescopes spatiaux, ce quadrangle était nommé Aurora en référence à ses caractéristiques d'albédo brillant observé par les télescopes terrestres. Le quadrangle a ensuite été renommé Victoria en référence à son relief caractéristique : la faille Victoria Rupes son nom honorant le navire de Magellan et El Cano du premier voyage autour du monde. En 1976, l’IUA a confirmé le nom de Quadrangle de Victoria et l’a codifié H-2, H fiche 2 pour Hermès équivalent grec du dieu romain Mercure.

## Cartographie
Les quadrangles de Mercure commencent au pôle géographique nord par H-1 et terminent au pôle géographique sud par H-15. Le quadrangle de Borealis H-1 est au nord du quadrangle de Victoria H-2 qui est entouré à l'ouest du quadrangle de Shakespeare H-3, à l'est du quadrangle de Hokusai (Apollonia) H-5 au sud-ouest du quadrangle de Beethoven H-7 et au sud sud-est du quadrangle de Kuiper H-6.

Quadrangle de Victoria H-2
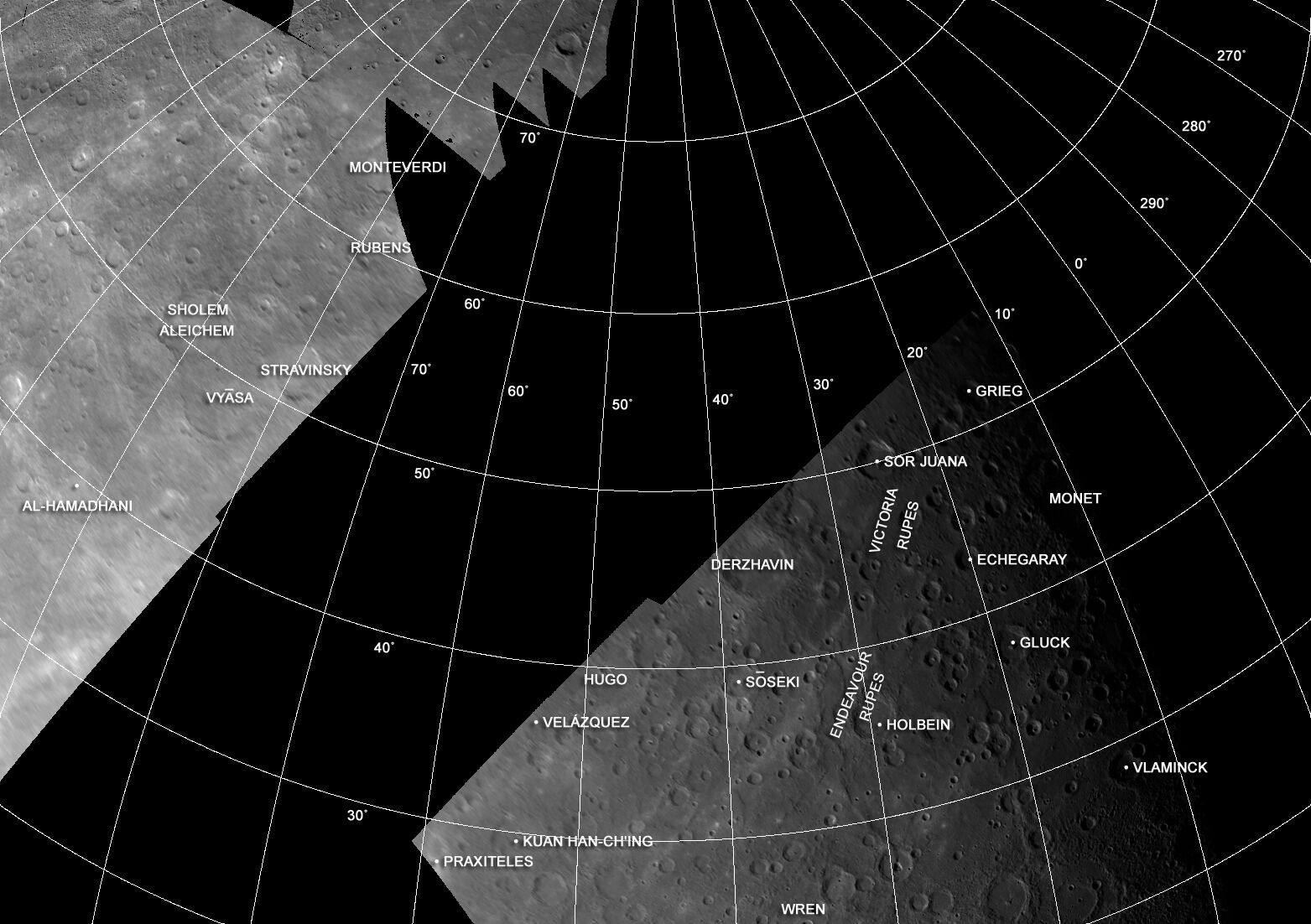
Vu par Mariner 10
Vu par Messenger

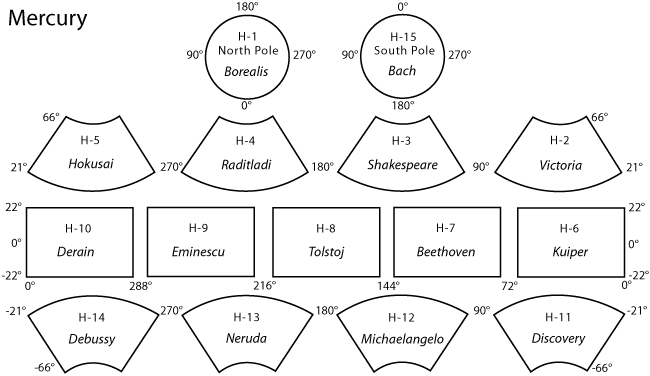
Série de cartes de Mercure à l'échelle 1:5 million divise Mercure en 15 quadrangles, Borealis H-1 à Bach H-15, elle couvre 100 % de la surface de Mercure.

Le quadrangle de Victoria situé dans l'hémisphère nord de Mercure est centré sur environ 45ºW / 45ºN, il s'étend entre les latitudes 22,5° N et 65° N, et entre les longitudes 270° E et 360° E. Il occupe 6,5 % de la surface de Mercure pour une superficie totale d'environ 5 millions de km2.
Il a été photographié par les sondes Mariner 10 de 1974 à 1975 et Messenger de 2008 à 2015. En 2024, il reste des zones d'ombre persistantes que la mission BepiColombo devrait dissiper,.
La couverture de Mariner 10 est incomplète, les photos de son approche de la planète donnaient une vision fortement cratérisée alors que les photos lors de son éloignement donnaient  inversement de grands bassins et des plaines avec quelques cratères, les photos de Messenger mettent en évidence que le volcanisme a été un processus important dans le passé de Mercure.

## Éléments caractéristiques du relief
Dans les éléments caractéristiques du quadrangle de Victoria approuvés par l'IUA, se trouvent les failles Victoria Rupes (347 km), Carnegie Rupes (267 km), Endeavour Rupes (61 km) et de très nombreux cratères 1789 dont plus de 20 cratères > 100 km.

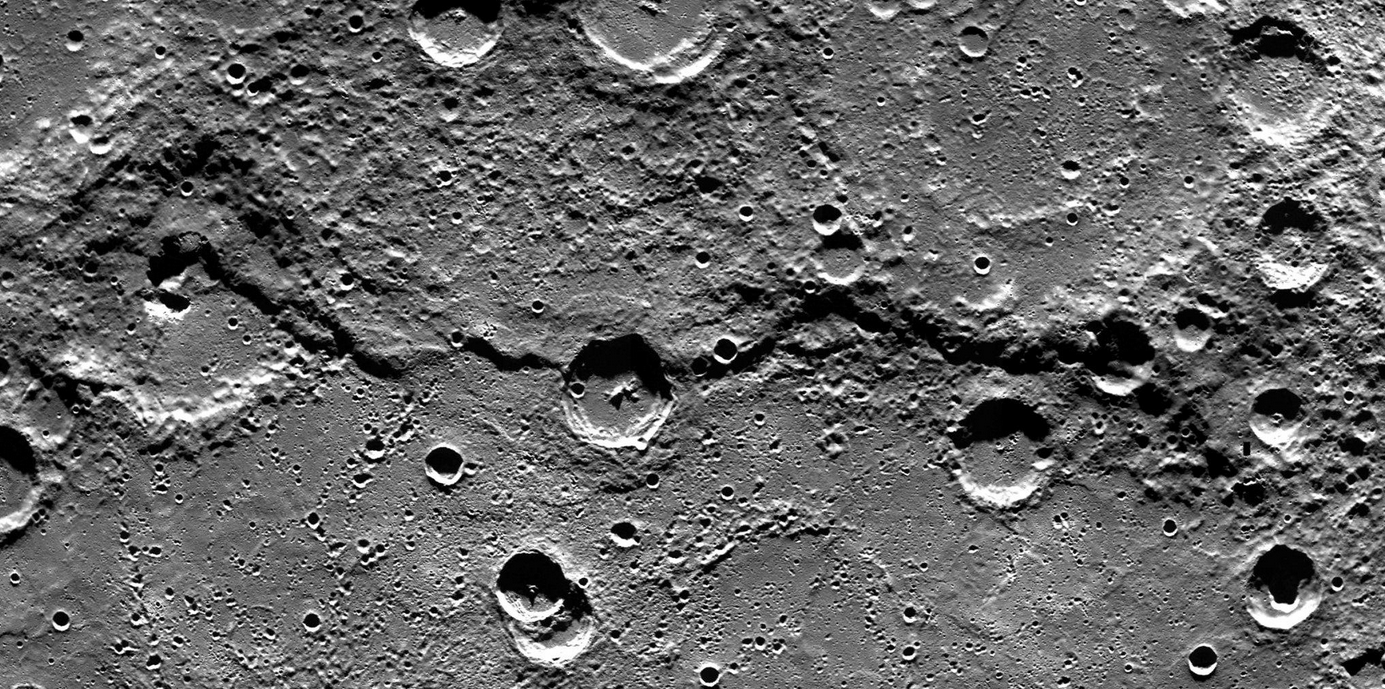
La faille Victoria Rupes croisant à gauche de l'image le cratère Enheuanna et au centre un cratère d'environ 42 km,

| Nom du cratère | Ø en km | Nom du cratère  | Ø en km | Nom du cratère | Ø en km | Nom du cratère | Ø en km |
| -------------- | ------- | --------------- | ------- | -------------- | ------- | -------------- | ------- |
| Abedin         | 116     | Holbein         | 115     | Monet          | 203     | Ts'ai Wen-Chi  | 124     |
| Aksakov        | 174     | Hugo            | 206     | Monteverdi     | 134     | Velasquez      | 128     |
| Derzhavin      | 156     | Jobim           | 167     | Praxiteles     | 198     | Vyasa          | 297     |
| Ducio          | 132     | Kuan Han Ch'ing | 143     | Rubens         | 158     | Wreng          | 204     |
| Enheduanna     | 105     | Larrocha        | 196     | Sor Juana      | 102     |                |         |
| Gluck          | 100     | Melville        | 146     | Stravinsky     | 129     |                |         |